# Massimo Gramellini
Massimo Gramellini (Turín, Italia, 2 de octubre de 1960) es un periodista y escritor italiano. Colabora como columnista para el periódico Corriere della Sera con una columna titulada «Il Caffé».

## Biografía
Nacido en Turín en 1960, su familia proviene de Romaña. Su madre, Giuseppina Pastore, se suicidó cuando Massimo tenía nueve años. Los detalles se le ocultaron, diciéndole que su madre falleció por un infarto Este episodio causó un gran impacto en su vida, y solo descubriría la verdad muchos años después, a mediados de la década de 1990, leyendo un artículo de un periódico de 1969.
Asistió al Liceu Clásica en el instituto de San Giuseppe de Turín y se diplomó con las máximas notas; inició sus estudios de derecho en la Universidad de Turín aunque en otoño de 1985 los dejó para comenzar a colaborar con el equipo editorial de Turín del Corriere dello Sport-Stadio. Un año más tarde fue contratado como practicante en el diario Il Giorno, donde habló del primer scudetto de Silvio Berlusconi en Milán y de los mejores torneos de tenis del mundo.
Es marido de la periodista María Laura Rodotà, hija del abogado Stefano Rodotà.
Ha publicado libros y artículos sobre la sociedad y la política italiana, un almanaque sobre los 150 años de Historia de Italia (con Carlo Fruttero) y dos series de cuentos sobre su equipo de fútbol Torino FC. En 2010 publicó su primera novela L'ultima riga delle favole  (La última línea de fábulas) que vendió más de 250 000 ejemplares en Italia y fue traducida a varios idiomas. En 2012, lanzó su segunda novela Fai bei sogni, que fue el libro más vendido de 2012, vendiendo más de un millón de copias, y donde fue inspirada la película Felices sueños.
A partir de otoño de 2016, ha presentado Le parole della settimana (Las palabras de la semana) en el talk show Che tempo che fa.
Después de 28 años en La Stampa, comenzó a trabajar con Corriere della Sera en 2017.
En varias ocasiones fue acusado (especialmente por los Sinti) de ser racista y usar argumentos populistas en sus columnas «Il Buongiorno» y «Il Caffé».

## Publicaciones
- 1994 colpo grosso, con Pino Corrias y Curzio Maltese, Milán, Baldini & Castoldi, 1994
- Compagni d'Italia, Milán, Sperling & Kupfer, 1997
- Buongiorno. Il meglio o comunque il meno peggio, Turín, La Stampa, 2002
- Buongiorno Piemonte, Scarmagno, fotografías de Livio Bourbon, Priuli & Verlucca, 2005
- Buongiorno Montagne Olimpiche, fotografías de Livio Bourbon, Scarmagno, Priuli & Verlucca, 2006
- Buongiorno Liguria, fotografías de Livio Bourbon, Scarmagno, Priuli & Verlucca, 2007
- Granata da legare, Ivrea, Priuli & Verlucca, 2006
- Ci salveranno gli ingenui, Milán, Longanesi, 2007
- Toro. I migliori derby della nostra vita, Scarmagno, Priuli & Verlucca, 2007
- Cuori allo specchio, Milán, Longanesi, 2008
- Buongiorno. Dieci anni, Turín, La Stampa, 2009
- L'ultima riga delle favole, Milán, Longanesi, 2010
- La patria, bene o male, con Carlo Fruttero, Milán, Arnoldo Mondadori Editore, 2010
- Fai bei sogni, Milán, Longanesi, 2012
- La magia di un buongiorno, Milán, Longanesi, 2014
- Avrò cura di te, con Chiara Gamberale, Milán, Longanesi, 2014